# Trigonella aphanoneura
Trigonella aphanoneura är en ärtväxtart som beskrevs av Karl Heinz Rechinger. Trigonella aphanoneura ingår i släktet trigonellor, och familjen ärtväxter. Inga underarter finns listade i Catalogue of Life.